# Ivan Bilibin
Ivan Jakovlevič Bilibin se je rodil 16. avgusta 1876 v Rusiji. Bil je ilustrator ruskih pravljic, slikar in svetovno znan scenograf.
Veliko je potoval po Rusiji in proučeval rusko ljudsko in dekorativno umetnost. Nekaj časa je deloval tudi v Egiptu in Franciji.
Veliko slikarjev je oponašali njegov tako imenovani bilibinski slog, za katerega so značilni ornamentno motivi in umetniška grafika.
Umrl je v Rusiji, 7. februarja 1942.